# El beso del escorpión
O Beijo do Escorpião, titulada en español como El beso del escorpión, es una telenovela portuguesa emitida por el canal TVI desde el 2 de febrero hasta el 4 de octubre de 2014. Fue producida por Plural Entertainment y escrita por António Barreira y João Matos. Es protagonizada por Pedro Carvalho, Duarte Gomes, Sara Matos, Dalila Carmo, Pedro Lima, Pedro Teixeira, Rodrigo Paganelli, Natália Luiza, Ana Brito e Cunha y Nuno Homem de Sá.

## Trama
Alicia Vidal (Sara Matos) y Rita Macieira (Dalila Carmo) han llevado vidas sumamente distintas. Rita es una mujer exitosa en los negocios y el amor, mientras que Alicia vive con su madre, es empleada de un centro comercial y una mujer muy ambiciosa; pero el destino junta sus vidas, pues tras la inesperada muerte de su madre, descubren que son hermanas y la confrontación comienza.
Alicia quiere llevar la vida lujosa de Rita, y Rita quiere incluir a su hermana en la feliz vida que ha construido junto a Fernando, su marido. Pero a pesar de sus buenas intenciones, Rita no tiene idea de que su hermana es un monstruo que entrará a su vida y tomará su lugar en busca de una sola cosa: La venganza; tomando su casa, dinero, trabajo, familia y hasta a su marido. Sin escrúpulos, Alicia se instalará en la casa de la familia Macieira y, mientras se hace pasar por un ángel, su venganza comenzará a dar frutos.
En la ciudad cosmopolita y sofisticada de Lisboa vemos cómo las historias de la gente común se cruzan, ya que se enfrentan a problemas cotidianos, luchando y tratando de superarlos, en una trama llena de emoción y sensualidad, en la que el mal está representado en toda su crudeza y vemos cómo este puede arruinar a los que no están preparados para hacer frente a sus enemigos, no importa de dónde vengan. Y, a veces, su peor enemigo son ellos mismos o aquellos a los que llaman su "familia".

## Elenco
- Sara Matos - Alice Vidal
- Dalila Carmo - Rita Macieira
- Pedro Lima - Fernando Macieira
- Pedro Teixeira - Rafael Pires - «Rafa»
- Natália Luiza - Adelaide Maria Correia Vidal
- Nuno Homem de Sá - António Furtado
- Ana Brito e Cunha - Alexandra Furtado - «Xana»
- Marco Delgado - Romão Valente de Albuquerque
- Sandra Faleiro - Natália de Albuquerque
- Maria José Paschoal - Conceição Pires
- Joana Seixas - Teresa Furtado
- Rui Luís Brás - Marco Santos
- Sofia Nicholson - Ana Santos
- Paula Neves - Vera Ramos
- Rodrigo Menezes - Nuno Ramos
- Dinarte Branco - Hilário Castelo
- Pedro Carvalho - Paulo Furtado de Macieira
- Patricia André - Isabel de Albuquerque - «Becas»
- Renato Godinho - Manuel Ventura
- Duarte Gomes - Miguel Macieira de Furtado
- Madalena Brandão - Marta Ventura
- Isaac Alfaiate - Ricardo de Albuquerque
- Joana Câncio - Tina Castelo
- Rodrigo Paganelli - André Macieira
- Mikaela Lupu - Maria Santos
- Gonçalo Sá - Frederico Santos
- Mafalda Tavares - Carlota Furtado
- Luís Ganito - Duarte Macieira
- Daniela Marques - Beatriz Ventura
- Francisco Magalhães - Martim Ramos
- Nicolau Breyner - Henrique de Albuquerque
- Lídia Franco - Madalena de Albuquerque
- Margarida Marinho - Rosalinda Castelo
- Diogo Infante - Afonso Gonçalves